# アレクサンデル6世 (ローマ教皇)
アレクサンデル6世（アレクサンデル6せい、Alexander Ⅵ、1431年1月1日 - 1503年8月18日）は、15世紀のローマ教皇（在位：1492年 - 1503年）。
本名はロデリク・ランソル（Roderic Lanzol）であるが、母方の伯父であるカリストゥス3世の教皇就任に伴って、母方の苗字であるボルハ（ボルジャ、Borja）に変えたため、ロデリク・ボルハのイタリア語読みであるロドリーゴ・ボルジア（Rodrigo Borgia）の名前で知られることになる。
ルネサンス期の世俗化した教皇の代表的存在であり、好色さ、強欲さやジロラモ・サヴォナローラとの対立によっても非難されることが多い。また、息子のチェーザレ・ボルジアを右腕とし、一族の繁栄とローマ教皇庁の軍事的自立に精力を注いだことで、イタリアを戦火に投じることになった。

## 生涯

### 教皇就任まで
ロドリーゴはバレンシア王国・バレンシアのシャティヴァ出身である。
ボローニャ大学で法学を学び、伯父に引き立てられる形で司教、枢機卿、教皇庁財務部副院長となった。ネポティズムと呼ばれる親族登用主義はこの時代のカトリック教会を代表する悪習であった。彼は以後、5人の教皇に仕える中で、経験と富、人脈を形成していった。
若い頃のロドリーゴにはまだ節度があり、それほど派手な生活をしているわけでもなかった。ただ、当時の高位聖職者達のように彼のモラルは堕ちきっており、金と女に情熱を傾けていた。この頃には、既に数人の子供が愛人達から生まれていた。1458年には品行の悪さをピウス2世から叱責されている。
インノケンティウス8世が没すると、教皇位は3人の有力候補によって争われることになった。ロドリーゴ・ボルジア枢機卿、アスカニオ・スフォルツァ枢機卿、そしてジュリアーノ・デッラ・ローヴェレ枢機卿（後の教皇ユリウス2世）である。当初はイタリア人の支持を得ていたローヴェレが有利と見られていたが、ロドリーゴはアスカニオ・スフォルツァを含む多くの枢機卿を買収することに成功した。
こうしてロドリーゴが教皇アレクサンデル6世を名乗ることになる。このコンクラーヴェにおける贈収賄は広く世に知られ、彼が三重冠を金で買ったと非難される原因になった。

### 教皇とネポティズム
ロドリーゴのことを熟知し、その危険性を警告していた数人の枢機卿を除けば、多くの関係者にとってロドリーゴが教皇位につくことがどのような結果をもたらすかは予測できなかった。実際、アレクサンデル6世の治世の初めは、教会法の厳密な遵守と教会統治の円滑な実施が徹底され、彼以前の教皇達の治世の出鱈目さとは対照的なものであるかのように見えた。困窮した財政を立て直すために支出を切りつめ、率先して質素な生活を送った。他の枢機卿には不評だったが、財政は好転した。

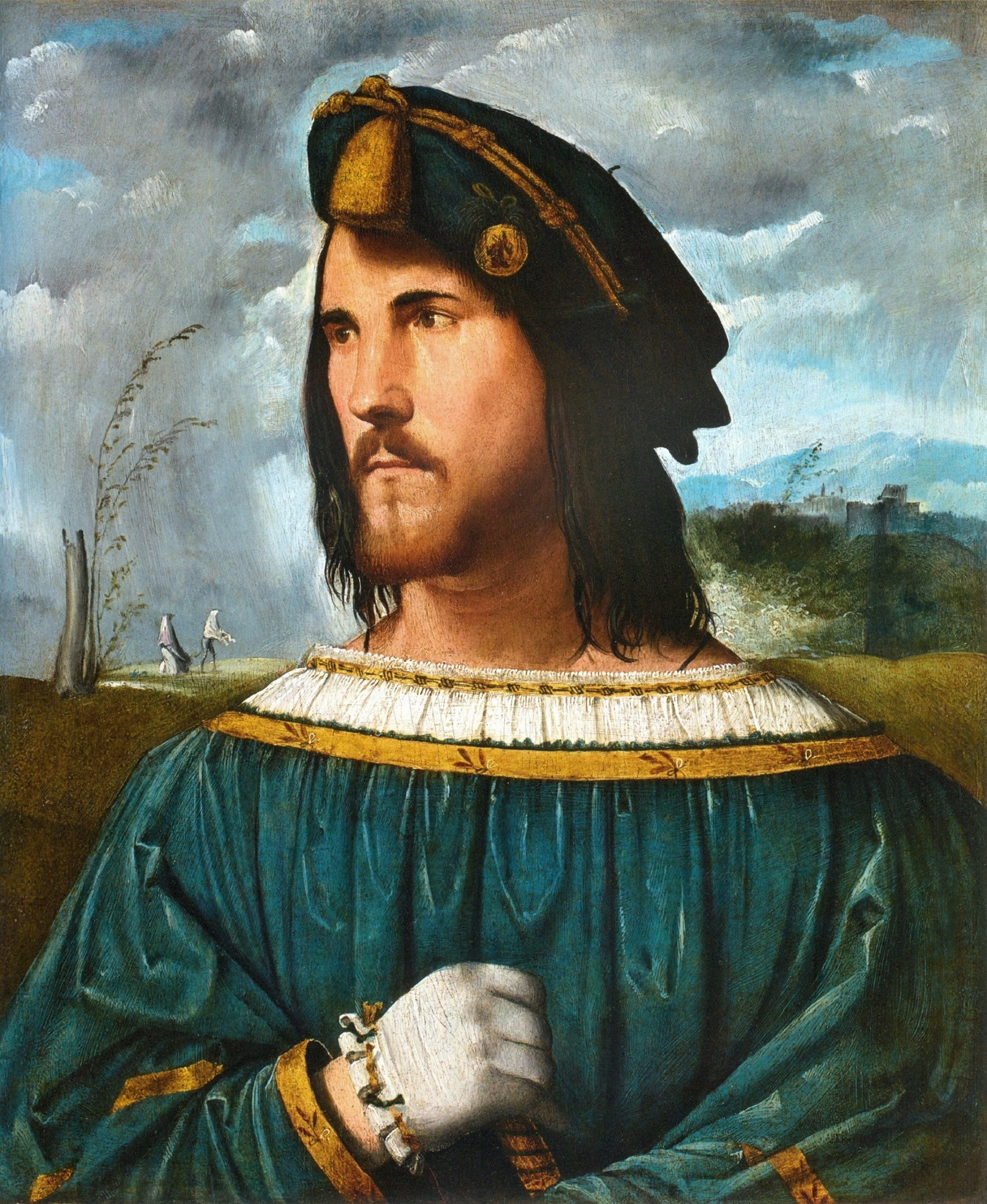
チェーザレ・ボルジア

しかし、これまでの教皇がしてきたのと同じように、彼もネポティズムを改めたわけではなかった。愛人ヴァノッツァ・カタネイに生ませた息子のチェーザレはまだ16歳でピサ大学の学生であったが、バレンシアの大司教に取り立てられた。従兄弟のジョバンニは枢機卿にあげられた。外国出身でイタリアに基盤を持っていなかったという事情もあるが、最終的にはボルジア家だけで5人の枢機卿が任命され、多くの知人友人も取り立てた。
さらに2人の息子、第2代ガンディア公ホアンとホフレのために教皇領とナポリ王国領を割譲しようとした。ガンディア公へ贈られた領土はチェルヴェーテリとアングイッラーラであった。これらの領土は後にナポリ王であるフェルディナンド1世の後援によってオルシーニ家のヴィルジニオ・オルシーニが得ることになる。アレクサンデル6世はこのフェルディナンド1世と激しく対立し、ミラノのスフォルツァ家と結んで対抗することになる。
ここにおいて教皇はかつてのライバル、ローヴェレ枢機卿の激しい反発を受けることになる。ローヴェレはフェルディナンド1世の支援を受けており、教皇との関係が悪化すると、身の危険を察知したローヴェレは自らの司教区オスティアへ避難し、そこへ立てこもった。フェルディナンド1世はフィレンツェ共和国、ミラノ公国、ヴェネツィア共和国と手を結んで彼を援護した。
教皇はこれに対して1493年4月25日に反ナポリ王国同盟を結成して開戦準備を始めた。フェルディナンド1世はスペイン本国に援助を求めたが、スペインはポルトガルとの世界分割協定において教皇の承認を必要としていたため、教皇との争いに手を貸せる状態ではなかった（このスペインとポルトガルとの紛争回避への模索は1494年に締結されたトルデシリャス条約で実を結ぶことになる）。
教皇は自らの地位強化のため、次々と手を打っていた。娘のルクレツィアは既にスペインのドン・ガスパロ・デ・プロシダと婚約していたが、父親の教皇登位に伴って父の元へ戻り、ペーザロ公ジョヴァンニ・スフォルツァと結婚させられた。結婚式はバチカンで華々しく行なわれた。
しかし教皇庁の華やかさとは裏腹に、ローマの情勢は目もあてられない程になっていた。街にはスペイン人のならずものや、暗殺者、売春婦、情報屋などが我が物顔に歩き回り、殺人や強盗は日常茶飯事であった。オルシーニ家やコロンナ家というローマ貴族でさえも教皇の権威に服さず、徒党を組んで治安を乱していた。
異教徒とユダヤ人は街に住むために賄賂を払うことを求められ、教皇自身もまた世俗君主にもみられない程に狩猟、ダンス、演劇や宴会などに耽っていた。教皇は一般犯罪には厳しく対処したが一向に収まる気配はなかった。バチカンの城壁に罪人の死体が吊されない日はなかったといわれる。
オスマン帝国のスルタン・バヤズィト2世の弟ジェムも初めは人質としてローマにやってきて軟禁されていたのだが、アレクサンデル6世の取り巻きの1人になっていた。当時のイタリア半島を巡る政治情勢も決して明るいものではなく、諸外国がイタリア進入の機会を虎視眈々と狙っていた。また、ミラノでは幼いミラノ公ジャン・ガレアッツォ・スフォルツァの後見人として叔父のルドヴィーコ・スフォルツァが実質的に支配権を持ち、名実共に支配者たることを画策していた。

### フランス軍の侵攻
教皇は自らの地位を手にいれるためにあらゆる同盟を結んだが、孤立を恐れる余りフランス王シャルル8世の助けを求めた。さらにナポリ王フェルディナンド1世が孫娘イザベッラを娶わせたミラノ公ジャン・ガレアッツォとの提携を図るようになると、シャルル8世をそそのかしてナポリ王国を狙わせている。アレクサンデル6世の外交政策は二重政策であった。一例を挙げれば、自らと一族の地位を脅かすナポリ王国の弱体化を狙いながらも、スペインの干渉を受けたために1493年7月にナポリ王国およびオルシーニ家と和平協定を結んでいる。協定の履行の一環として、教皇の息子ホフレはフェルディナンド1世の孫娘ドーニャ・サンチャと結婚した。
アレクサンデル6世は教皇庁を完全に掌握するため、自分の息のかかった12人の新枢機卿を任命した。その中には僅か18歳に過ぎなかった息子のチェーザレや、教皇の愛人ジュリア・ベッラの兄アレッサンドロ・ファルネーゼ（後の教皇パウルス3世）も含まれていた。この教皇自身の息子の枢機卿任命は教皇庁をゆるがすスキャンダルとなったが、文句のつけようのない人物も幾人か登用され、列強にポストを分配する等の工夫によって非難をうまくかわした。
そんな時、1494年1月25日にナポリ王フェルディナンド1世が世を去り、息子のアルフォンソ2世が後を継いだ。フランス王シャルル8世は自らのナポリ王位継承を主張したが、教皇がこれを認めなかったためフランス軍のイタリア侵攻を引き起こした。
教皇は1494年7月にはアルフォンソ2世の継承権を承認し、領土と引き換えにナポリ王国と手を組んだ。各地でフランス軍の進撃への備えがなされ、ナポリ王国軍は陸上ではフランス勢に味方していたミラノを攻撃し、海上では艦隊によってジェノヴァを攻囲した。
しかし、教皇軍とナポリ軍はどちらの戦闘にも敗北し、9月8日、アルプスを越えたフランス軍はミラノ軍と合流を果たした。教皇領内に混乱が起きると、オルシーニ家の軍勢はフランス側についてオスティアを攻めた。シャルル8世は南下を続け、フィレンツェを通って11月にローマへ向かった。
アレクサンデル6世はたまらずアスカニオ・スフォルツァに助けを求め、さらにオスマン帝国にまで救援を求めた。彼はなんとか軍勢をかき集めてローマを守備しようとしたが統制がとれず、オルシーニ家は居城をフランス軍に提供する始末であった。ここに至って教皇も抵抗を諦め、12月31日にはシャルル8世とフランス派の枢機卿団がフランス軍と共にローマに入城した。
アレクサンデル6世はついに汚職の廉で退位させられ、公会議が召集されて断罪されるのかと恐れおののいたが、シャルル8世に強い影響力を持っていたサンマロ司教を枢機卿位と引きかえに抱き込むことに成功した。
シャルル8世は教皇の退位を求めない代わりに、教皇は使節という名目でチェーザレを差し出してナポリへ向かわせること、オスマン帝国へのカードとなるジェムを引き渡すこと、軍港チヴィタヴェッキアをフランスに割譲することなどの条件を呑んだ。なお、ローヴェレはオスティアからパリに亡命し、この遠征でフランス軍に同行していたが、アレクサンデル6世と和解、ローマへ戻った。
1495年1月28日、シャルル8世はナポリ王国を目指し、ジェムとチェーザレを伴ってローマを出発した。チェーザレは道中で脱走に成功し、スポレートに逃げ込んだ。フランス軍の勢いの前にナポリ王国は抵抗する術がなく、あっさりフランス軍の軍門に下り、ナポリ王は逃走した。

### フランス軍のイタリア撤退
しかし、シャルル8世もイタリアに安住しているわけにはいかなかった。シャルル8世の成功を危険視した諸侯が教皇を中心に結束し始めていた。
1495年3月31日、教皇は神聖ローマ帝国、ヴェネツィア、ミラノ、スペインと同盟を結んだ。この同盟の名義は対オスマン帝国戦であったが、誰が見てもフランス包囲網であることは明らかであった。シャルル8世は5月12日にナポリ王として戴冠したが、すぐにフランス軍の撤収を開始した。
イタリア半島を北に向かうフランス軍はフォルノーヴォで初めて同盟軍と会戦し、激戦となったが、撤退に成功し11月にフランスに帰国することができた。その後、スペインの後押しをうけたアルフォンソ2世の子・フェルディナンド2世がナポリ王位に就き、1496年の死後、叔父のフェデリーコ1世が即位した。このフランス軍のイタリア半島侵入は、イタリアが侵略に対していかにもろいかということを明らかにした。一方アレクサンデル6世はフランスを追い出すことに成功したことで、オルシーニ家に対して優位に立つこととなった。
スペイン軍に捕らわれたヴィルジニオ・オルシーニがナポリで獄死すると、教皇は直ちにその資産を没収した。オルシーニ家も一族の存亡をかけて抵抗したため、教皇はウルビーノ公グイドバルド・ダ・モンテフェルトロとガンディア公を差し向けてこれを殲滅しようとした。しかし教皇の軍勢は敗北したため、ヴェネツィアの仲介で和平協定が結ばれた。オルシーニ家は50,000ドゥカットを支払って没収された資産を返還してもらい、捕虜となったウルビーノ公は自腹で身代金を払って解放された。
結局、教皇はオスティアを手にいれ、フランスよりの2人の枢機卿を捕らえただけに終わった。7月14日、解放されて帰ってきたガンディア公ホアンが行方不明となり、翌日テヴェレ川に死体となって浮かんでいるのが発見された。息子のあまりにも不審な死に教皇は嘆き悲しみ、サンタンジェロ城に引きこもって「今こそ教会改革をしなければならない」と叫んだ。
犯人探しが進むと、何人もの有力者の名前が挙がり始め、ついに息子チェーザレの名前が浮かんだ。何故か捜査は途中で打ち切られ、真相は闇の中になったが、暗殺がチェーザレの指示によるものであるという噂はその直後から流れていた。彼はガンディア公ホアンが自分以上に父親に対して影響力を持ち始めているのを座視できなかったというのである。ただし、ホアン自身度々有力者とトラブルを起こすような性格であったという説もあり、未だに真犯人はわからない。
なお、ジョスカン・デ・プレのモテト《わが息子、アブサロン Absalon, fili me》は、この時アレクサンデル6世のために作曲されたとする説がある（Noble, Jeremy.1980. "Josquin Desprez 8-11" in　The new Grove dictionary of music and
musicians.vol.9, pp 718-738）。

### サヴォナローラとの対立

Desiderando nui, 1499

この頃、チェーザレの権力は頂点に達していた。暴力的で一度目をつけた相手を決して許さない冷酷な男、そう評されたチェーザレには父である教皇すら手を出せなかったともいう。もっともチェーザレはただの強欲な権力者ではなく、政治家として有能で冷徹なマキャヴェリストでもあった。チェーザレが多くの金を必要とするようになると教皇は資産の没収を始めた。そうして滅ぼされたものには教皇の秘書も含まれていた。
没収の仕方は大雑把なものだった。まず、誰かに資産があると噂が立つと、何らかの罪によって告訴される。告訴されるとすぐに投獄され、しばしば処刑へと進み、当人の資産が没収された。
教皇庁でこのような無法が横行し始めたことに人々はショックを受けた。同様に横行していた聖職売買も非難されたが、事態は既にボルジア家の悪口を言おうものなら死を覚悟しなければならない程になっていた。聖職者の堕落にそれほど目くじらをたてる時代ではなかったにもかかわらず、ボルジア家は悪名を轟かせていた。

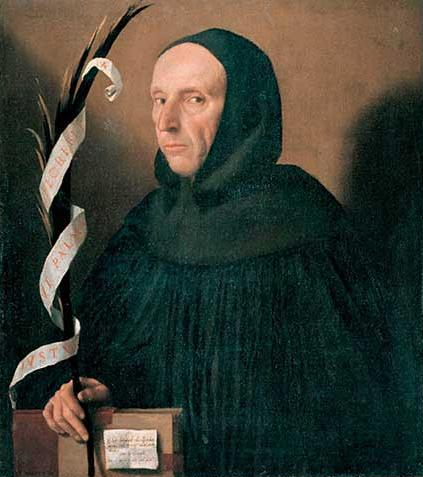
ジロラモ・サヴォナローラ

このように誰もが口をつぐむ情勢の中、ドミニコ会員でフィレンツェで大きな影響力を持っていたジロラモ・サヴォナローラは敢然と教皇とボルジア家の不正を批判、公会議召集を呼びかけた。メディチ家への反発もあり市民は当初サヴォナローラを支持していたのと、フィレンツェがフランスと同盟していたことにより、教皇も強硬な姿勢を取ることができなかった。どうしてもフィレンツェを反フランス同盟に引き入れたかったため、フィレンツェ市民の反感を買いたくないという事情もあった。アレクサンデル6世はサヴォナローラに対して説教の禁止と教会組織への服従を要求し、フィレンツェに対してはフランスとの同盟を破棄するよう度々迫った。
その後、サヴォナローラのあまりに厳格な政策と教会からの破門によって人心は彼から離れ、ついにサヴォナローラは捕らえられて1498年5月23日に処刑された。この頃、オルシーニ家とコロンナ家は争っていたが、最終的に対教皇同盟を結ぶことで手を組む。
この頃から一層の基盤強化のため、アレクサンデル6世は婚姻による外交の強化に力を入れ始めた。1497年にルクレツィアとペーザロ公との結婚を無効にし、フェデリーコ1世の娘とチェーザレの結婚が出来ないとわかると、フェデリーコ1世を脅してアルフォンソ2世の3男ビシェーリエ公アルフォンソとルクレツィアの結婚を承諾させた。
チェーザレはその頃には既に枢機卿ではなくなっていたが、教皇使節としてフランスへ赴き、ルイ12世と王妃ジャンヌの結婚を無効と認める回勅と引き換えにヴァレンティノ公の地位を手にいれ、イタリア半島の僭主達を打倒するための援助の約束を取り付けた。その上でチェーザレはナバラ王国の王女シャルロット・ダルブレと結婚した。
アレクサンデル6世はルイ12世が前王シャルル8世以上の貢献を自分にしてくれることを期待しており、スペインとスフォルツァの反対を押し切って1499年1月にフランスと同盟、ヴェネツィアも引き入れた。1499年の秋にはルイ12世がイタリアへ進軍し、スフォルツァ家をミラノから追放した。フランスの協力による成功に気を良くした教皇は北イタリアに割拠する僭主達（シニョリーア）を今こそ一掃しようと考えた。当時の北イタリアでは名目上は教皇領となっていても小君主達が都市に拠って割拠独立していたのである。チェーザレは教皇軍の司令官（ゴンファロニエーレ）に任命されると、フランスの支援の元に都市群を次々に陥落させていった。しかし、ミラノからフランス軍が追い出されてルドヴィーコが復帰したため、チェーザレは1500年の初頭にいったんローマへ帰還した。

### チェーザレの活躍
1500年は聖年であったため、多くの巡礼者がローマを訪れた。多くの巡礼者が贖宥状を購入し、教皇は多くの現金収入を得た（ちなみに聖年にサン・ピエトロ大聖堂の聖なる扉が開かれる慣例を創始したのはアレクサンデル6世である）。
教皇はこれを財源に軍を編成し、再びチェーザレを北部イタリアへ派遣した。戦況は一進一退ではあったが、4月にはついにミラノを再び落とし、ルドヴィーコ・スフォルツァを失脚させた。ところが外部の脅威を除くと内部で悲劇が起こり、ルクレツィアの夫、ビシェーリエ公が殺害された。もはや価値がなくなったとみなされたビシェーリエ公は、美しいルクレツィアを政略結婚で再び利用しようとしたチェーザレの指示で殺害されたという説もある。
教皇はさらなる財源としてスペイン人を多く含む新枢機卿12人を任命、12,000ドゥカットを手に入れた。北部を平定したチェーザレと共に、十字軍派遣の名目で中部イタリアの平定作戦を企てた。秋になるとフランスとヴェネツィアの援助も受けたチェーザレは10,000の軍勢をそろえることができた。
北部イタリアにおけるチェーザレの華々しい活躍と（厳しいものではあったが統制のとれていた）専制統治の見事さはニッコロ・マキャヴェッリから賞賛されることになった。
1501年7月にローマに戻ったチェーザレはロマーニャ公となり、イタリア北部を勢力下においたルイ12世と南イタリア攻略を検討し、スペインとの間にナポリ王国分割の密約も締結した。教皇も7月25日にこれを承認している。かくして、フェデリーコ1世は正式に退位させられ、フランス軍はナポリ領に侵攻、教皇はオルシーニ家と組んでコロンナ家の弱体化に成功した。
教皇は不在中、娘のルクレツィアを教皇代理としていたが、その明晰さは評判となった。ルクレツィアはそれから間もない1502年1月にフェラーラ公アルフォンソ1世・デステの元に嫁ぐことになる。
この頃、ジョバンニが生まれている。彼の父は確定できない。アレクサンデル6世だったという説もあるし、チェーザレだったという説もある。
フランスとスペインがナポリ領の分割を巡って争っている頃、チェーザレは既に次の目標を探していた。彼は間髪入れずにカメリーノとウルビーノを攻め、すぐに陥落させて教皇を大喜びさせた。しかし、教皇の軍隊も傭兵が多いという弱みがあった。イタリア半島そのものに食指を動かし始めたフランスとなんとか手を組もうとした教皇だったが、これに失敗。再びフランス軍がイタリアに侵攻し、反ボルジア家的な人々を糾合した。教皇の外交手腕とチェーザレが南イタリアへのフランスの侵攻に協力することを表明したことで、フランスは中部イタリア侵攻を思いとどまった。
次の危機は、かつて打倒した君主達から起きた。オルシーニ家の残党が謀議をはかったのである。教皇軍が敗北したため、さすがの教皇も色を失った。

### 晩年
しかし、この危機もフランスの支援とチェーザレの謀略によって何とか乗り切ることができた。
1502年12月31日にチェーザレによって敵対した君主達が打倒され、その報を受けた教皇は即座にオルシーニ枢機卿をバチカンに誘い出して獄死させた。直ちにオルシーニの資産は没収され、母親は路頭に迷い、多くの縁者が逮捕された。ホフレ・ボルジアが軍勢を率いてカンパーニャにオルシーニの居城を攻めた。こうして中世を通じてバチカンの支配権を争い、教皇すら脅かした2つの名家オルシーニ家とコロンナ家は没落し、ボルジア家の前に屈した。
ローマに戻ったチェーザレは父の指示でオルシーニ家の最後の拠点を攻めていたホフレの応援に向かった。結局オルシーニ家のチェーリが捕らえられ、ジュリオ・オルシーニは降伏して、和議を申し出た。
チェーザレはスパイによってローマ市民の口封じを計り、アレクサンデル6世もそれを黙認したため市民の支持は次第に離れていった。
死去した枢機卿や、獄死・戦死した政敵の財産を没収することが度々あったので、財産目当ての暗殺が行われたという噂が立った。またミキエル枢機卿が4月に殺害され、オルシーニ家攻撃の殊勲者サンタクローチェ、ボルジア家お抱えの殺し屋として有名だったトロッキオも殺害された。フェラーリ枢機卿は殺害されたのではなく、熱病で死んだと思われるが、結局財産を教皇に没収された。
ナポリ王国を巡るスペインとフランスの争いは長期化していた。教皇は自分に有利な方であれば、どちらにでもつくつもりだった。教皇はチェーザレにシチリアを与えることを条件にフランスに援助を要請し、スペインにもシエナ、ピサ、ボローニャと引き換えの支援を持ちかけた。

### 最期

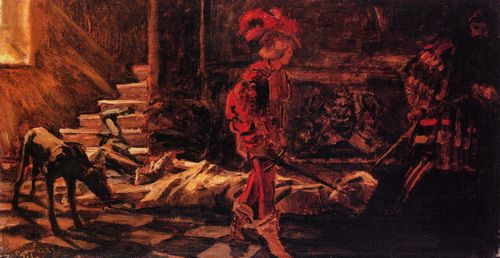
ヴィルヘルム・トリュブナー『教皇アレクサンデル6世の死』（1883年）

チェーザレは1503年7月に中部イタリアの残存勢力討伐のための軍事行動を準備していたが、突如父子共に熱病に倒れた。時として毒薬に倒れたと書かれることもあるが、長期床に伏せったことから根拠は薄いと考えられた。むしろ当時ローマで流行することが多かったマラリアにかかったのであろうといわれている。
1503年8月18日、アレクサンデル6世死去。自らも病床にあったチェーザレは、腹心のドン・ミケロットを派遣して、死去の報が公になる以前に教皇の財産を差し押さえようとした。
翌日、教皇の遺体は人前で安置されたが、膨れ上がった遺体を目にした人々により毒殺の噂が広まることとなった。教皇の葬儀は、兵士と司祭達の間で乱闘が起こったり、用意された棺桶が教皇の遺体を入れるには小さいものであったり、さらに教皇の遺体は粗末な防水布でまかれていたという状況であった。

### 死後
アレクサンデル6世の死後、ピウス3世が次の教皇に選出されたが、すぐに死去、ローヴェレが教皇ユリウス2世に選出された。この間、チェーザレは未だ病床にあり、身動きが取れないままユリウス2世に逮捕された。その後ナバラに脱走したが、1507年、スペイン軍と交戦、戦死した。ルクレツィアはフェラーラ公妃として1519年まで生きた。
イタリアにおけるボルジア家の勢力は消滅したが、ホアンの同名の子は第3代ガンディア公となり、スペイン貴族になった。その子でアレクサンデル6世の曾孫フランシスコ・ボルジアは第4代ガンディア公となり、スペイン王でもある神聖ローマ皇帝カール5世に仕官したが、やがて聖職者となり、第3代イエズス会総長に就任、死後に列聖された。

## 評価

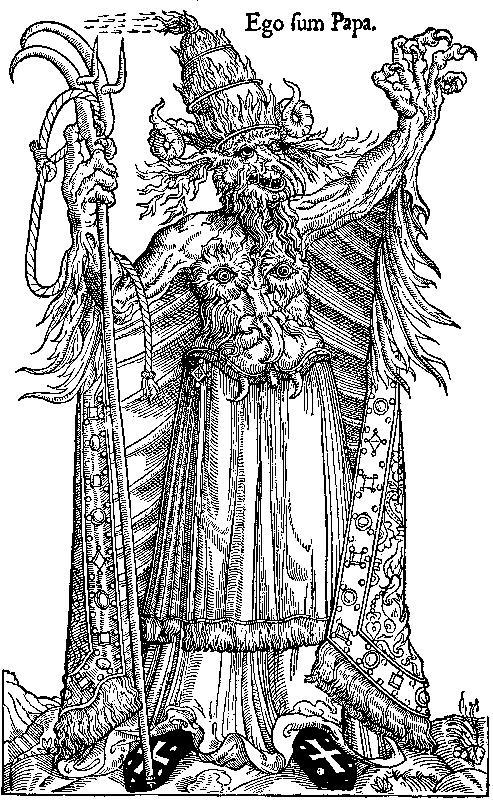
アレクサンデル6世を悪魔に擬した風刺画「我は教皇也」

アレクサンデル6世に関しては、史上最悪の教皇、カトリック教会の権威を失墜させた張本人という評価から、バランスのとれた政治家という評価まで様々な評価が行われている。生前から既に彼を悪魔に擬した絵が出回るなど、非常に長い間誹謗と中傷にさらされてきた。
インドロ・モンタネッリなど近現代の史家達はアレクサンデル6世に一定の評価を与えている。それはフランスやスペインといった大国の浸食の危機を乗り切り、ユリウス2世によって達される教皇領の政治的統一の先鞭をつけた教皇だということである。宗教改革への流れを早めはしたが、カトリックの秩序維持に腐心した。ただし、それは信仰心からではなく、統治の道具とするためであった。
宗教政策では、「聖書に全く関心がなかった」という同時代人の証言がある一方で、聖職者には儀式や会議に対して誠実で勤勉であることを求め、自身も宗教儀礼をないがしろにすることはなかったといわれる。ヨーロッパ以外の地域への布教、特に新大陸に強い関心を持っていたが征服論者ではなく、ポルトガル人に「原住民の同意を得」てから布教するよう指示を出した書簡が残っている。また十字軍の軍費として徴収した大量の金の多くは教会の軍備に費やされたが、ハンガリーやヴェネツィアといった対オスマン帝国前線の国への援助も度々行っている。
ルネサンス教皇の例に漏れず、アレクサンデル6世も多くの芸術家のパトロンであった。当時は絵画や彫刻だけでなく、建築においても華やかな時代であった。ドナト・ブラマンテ、ラファエロ、ミケランジェロなど多くの芸術家が教皇の援助を受けて創作に打ち込んだが、特にお気に入りであったのはピントゥリッキオであった。しかし他の教皇と比べるとその規模も質もやや見劣りする。
バチカン美術館にある「ボルジアの間」は今では現代美術の展示室となっているが、その壁画に彼の愛した美術を見ることができる。建築に関して有名なものは残されていないが、バチカンやサンタンジェロ城の改修、ローマ市街の整備を進めたことが知られている。
アレクサンデル6世以降、20世紀より前にイタリア人以外で教皇に選出されたのはオランダ人のハドリアヌス6世（在位：1522年 - 1523年）のみである。

## 子女
母親が不明な以下の庶子がいる。
- ペドロ・ルイス（1462/3年 - 1488年） - 初代ガンディア公
- ジローラマ（1469年 - 1483年） - ジェナンドレア・チェザリーニと結婚
- イザベッラ（1467/70年 - 1541年）- ピエル・マトゥッツィと結婚
- ジョヴァンニ（1498年 - 1548年?） - 娘ルクレツィアの庶子とも伝えられる。
- ロドリーゴ（1503年 - 1527年） - 実の父がアレクサンデル6世であったかは不明。

ヴァノッツァ・カタネイとの間に以下の4人の庶子がいる。
- チェーザレ（1475年 - 1507年） - 枢機卿、ロマーニャ公
- ホアン（1476年 - 1497年） - 2代ガンディア公
- ルクレツィア（1480年 - 1519年） - ペーザロ公ジョヴァンニ・スフォルツァ（英語版）、ビシェーリエ公アルフォンソ・ダラゴーナ、フェラーラ公アルフォンソ1世・デステと結婚
- ホフレ（1481年 - 1516年） - スクイッラーチェ領主

また、ジュリア・ファルネーゼの以下の子はアレクサンデル6世との庶子ともいわれている。
- ラウラ・オルシーニ（1492年 - 1530年） - 教皇ユリウス2世の甥ニッコロ・デッラ・ローヴェレと結婚